# Ionomycine
L'ionomycine est un antibiotique produit par la bactérie Streptomyces conglobatus. Ayant un spectre étroit, cet antibiotique cible les bactéries à Gram positif en perméabilisant leur membrane plasmique. L'ionomycine est également un ionophore calcique sélectif. 

## Utilisation en biotechnologie et recherche
Étant un ionophore sélectif, l'ionomycine est utilisée par les scientifiques pour induire des influx de calcium dans les cellules et ainsi entraîner une augmentation de la concentration calcique intracellulaire. La concentration de calcium intracellulaire va s'équilibrer par diffusion ; cette concentration étant beaucoup plus faible dans la cellule (50 à 300 nM selon les cellules) que dans le milieu extracellulaire, on observe donc une entrée de calcium. Il s'agit donc d'un outil important permettant d'étudier le transport calcique à travers les membranes biologiques et le rôle joué par le calcium et les influx calciques dans les cellules. L'ionomycine est également utilisée pour induire la production de certaines cytokines impliquées dans la réponse inflammatoire (IL-2 et IL-4), pour activer PKC dans les lymphocytes T humains, et pour induire l'apoptose de différents types de cellules.
L'ionomycine est un ionophore plus puissant que l'A23187, autre ionophore calcique utilisé par les scientifiques.

## Forme commerciale
L'ionomycine est commercialisée sous la forme d'un acide libre ou de sels de calcium.